# Вучетић (Ново Горажде)
Вучетић је насељено мјесто у општини Ново Горажде, Република Српска, БиХ. Према попису становништва из 2013. насеље више нема становника.

## Становништво
Према попису из 1991. године, Вучетић има сљедећи етнички састав становништва:
| Националност | 1991.       |
| Срби         | 86 (98,85%) |
| остали       | 1 (1,149%)  |
| Укупно       | 87          |

| Демографија | Демографија | Демографија |
| Година      | Становника  | Становника  |
| ----------- | ----------- | ----------- |
| 1991.       | 87          |             |
| 2013.       | 0           |             |